# Сабік-Вогулов Володимир Федорович
Володимир Федорович Сабік-Вогулов (нар. Южаков, 1903, Староуткінський район, нині Свердловська область — 13 травня 1968, Мельбурн, Австралія) — радянський офіцер, який утік у післявоєнний період у Західну Німеччину і випустив книги з критикою радянського режиму.

## Біографія
У 1920-х роках був висланий в м. Кіровабад (Азербайджан) зі Свердловська за спробу нелегально втекти з Радянського Союзу. Жив у цивільному шлюбі з Євгенією Мойсеївною Куфлик. У їхній сім'ї народилися дочка і син, які взяли прізвище батька.
Згідно з його власною післявоєнною заявою в статті «Не в силі Бог, а в правді»:
«мене двічі судила трійка ГПУ і я ШІСТЬ раз побував в сталінських тюрмах і таборах (...) мій батько, сестра і брат стали жертвами сталінського кошмару "радісного життя", а я, не дивлячись на це, встановив прапор ПЕРЕМОГИ над Берліном».
У 1941 р. записався добровольцем в РСЧА, пройшов в Москві тримісячні курси військових інженерів саперних військ. З лютого 1942 р. по травень 1945 р. брав участь в бойових діях. Був нагороджений орденами Червоної Зірки, Червоного Прапора і Вітчизняної війни другого ступеня (21.05.1945). Закінчив війну в званні гвардії капітана 8-ї гвардійської армії в складі 1-го Білоруського фронту. Після війни працював у радянській воєнній адміністрації в Німеччині (офіцер для зв'язку начальника тилу 8-ї армії).
8 травня 1946 року втік в зону західної окупації, убивши при цьому радянського патрульного. За повідомленням його дочки, незабаром після втечі до них в гості приїхав офіцер, який представився товаришем по службі, а після його відходу була знайдена мертвою дружина Южакова, яка нібито покінчила життя самогубством через отруєння кухонним газом.
Опублікував спогади «У переможеній Німеччини», де залишив вельми неприємні відгуки про В. І. Чуйкова, який, за його словами, відрізнявся особистою грубістю та жорстокістю:
Виключне обурення шоферів одного автомобільного батальйону викликав вчинок командувача військами. У місті Н. стояв контрольний пост дорожньо-експлуатаційного батальйону; на посаді стояла дівчина - регулювальниця. Вона не знала, що на машині, яка щойно під'їхала, був командувач і водночас начальник однієї федеральної землі, і зупинила його автомашину для перевірки. Оскаженілий командарм вихопив пістолет і пристрелив регулювальницю. Мені обурення шоферів було тим більше близьким і зрозумілим, оскільки я знав, як шофери взагалі не люблять регулювальників, вважаючи їх своїми ворогами. Тут було щире обурення солдатів вчинком генерала-ката, за якого ці солдати через півроку голосували і «одноголосно» вибрали у Верховну Раду. Цей генерал серед офіцерів і солдатів користується особливо поганою славою; це - типовий виродок і самодур, який виявив себе як майстер мордобою підлеглих йому людей. 
 Це він бив особисто командирів дивізій, начальників штабів, це він особисто під час війни розстріляв кількох хороших офіцерів тільки тому, що йому щось не сподобалося, або він був не в дусі, або йому не так відповіли, не так доповіли.
Як з'ясував історик І. Петров, в 1958 р. Сабік-Вогулов ще був живий, оскільки він опублікував привітання Миколі Чухнову для Загальномонархічного з'їзду. Пізніше Петров також з'ясував, що 1950 р. Вогулов з новою сім'єю емігрував до Австралії, де помер 13 травня 1968 р.

## Твори
- Сабик-Вогулов. В побеждённой Германии. — Б.м, 1947, — 78 с.
- Сабик-Вогулов. Не в силе Бог, а в правде: (Мой ответ «Посеву»). — Мюнхен, 1947, — 10 с.
- Сабик-Вогулов. От Сталинграда до Берлина — Б.м, 1948, 32 с.